# Svalbarðshreppur
Svalbarðshreppur es un municipio de Islandia. Se encuentra en la zona nororiente de la región de Norðurland Eystra y en el condado de Norður-Þingeyjarsýsla. 

## Población y territorio
Tiene un área de 1.155 kilómetros cuadrados. Su población es de 106 habitantes, según el censo de 2011, para una densidad de 0,091 habitantes por kilómetro cuadrado. El municipio se administra desde el poblado de Þórshöfn, situado en Langanesbyggð. El área es conocida por sus ríos ricos en salmón.